# Transfuge (politique)
Pour l’article homonyme, voir Transfuge.
 (décembre 2023).
En politique, un transfuge est une personne qui abandonne son parti politique pour joindre un parti adverse. Le terme est le plus souvent utilisé pour désigner un parlementaire (député, sénateur ou député européen) qui se rallie à un autre parti en cours de mandat.

## France
En France, il n'existe aucune interdiction empêchant cette pratique et tout élu peut changer d’allégeance en cours de mandat.
Voici une liste partielle de parlementaires qui ont siégé au nom de plus d'un parti au cours d'un même mandat dans leurs parlements respectifs. Ceux qui ont quitté leur parti sans en rejoindre un autre ne sont pas inscrits.

### Assemblée nationale
| Législature       | Nom              | Allégeance initiale            | Groupe initial                                | Nouvelle allégeance            | Nouveau Groupe                       |
| ----------------- | ---------------- | ------------------------------ | --------------------------------------------- | ------------------------------ | ------------------------------------ |
| XIVe législature  | Yannick Favennec | UMP (juin - novembre 2012)     | Union des démocrates et indépendants          | UDI (novembre 2012 - )         | Union des démocrates et indépendants |
| XIVe législature  | Isabelle Attard  | EÉLV (juin - octobre 2012)     | Groupe écologiste                             | Nouvelle Donne (octobre 2012-) | Groupe écologiste                    |
| XIIIe législature | Marc Dolez       | PS (juin 2007 - novembre 2008) | Socialiste, radical, citoyen et divers gauche | PG (novembre 2008 - juin 2012) | Gauche démocrate et républicaine     |

### Parlement européen
| Législature    | Nom                  | Allégeance initiale              | Groupe initial | Nouvelle allégeance                 | Nouveau Groupe |
| -------------- | -------------------- | -------------------------------- | -------------- | ----------------------------------- | -------------- |
| 8e législature | Jean-Marie Cavada    | NC (mai - septembre 2014)        | ADLE           | Nous citoyens (Septembre 2014 -)    | ADLE           |
| 7e législature | Françoise Castex     | PS (juin 2014 - octobre 2012)    | S&D            | Nouvelle Donne (-)                  | S&D            |
| 7e législature | Malika Benarab-Attou | EÉLV (juin 2009 - février 2014)  | Verts-ALE      | Nouvelle Donne (février - Mai 2014) | Verts-ALE      |
| 6e législature | Jean-Luc Benhamias   | Les Verts (juin 2004 - mai 2007) | Verts-ALE      | MoDem (mai 2007- juin 2009)         | Verts-ALE      |

## Canada
À la Chambre des communes, il n'existe aucune interdiction pour les députés de changer de parti au cours d'un même mandat.
Voici une liste partielle des députés qui ont siégé au nom de plus d'un parti au cours d'un même mandat à la Chambre des communes du Canada. Les députés ayant quitté un parti pour siéger comme indépendant ne sont généralement pas inclus dans le tableau.
| Nom                  | Allégeance initiale                                      | Nouvelle allégeance                                                                           | Législature     |
| -------------------- | -------------------------------------------------------- | --------------------------------------------------------------------------------------------- | --------------- |
| Eve Adams            | Parti conservateur du Canada (mai 2011 - février 2015)   | Parti libéral du Canada (février 2015 -...)                                                   | 41e législature |
| Jean-François Larose | Nouveau Parti démocratique (mai 2011 - octobre 2014)     | Forces et Démocratie (octobre 2014 -...)                                                      | 41e législature |
| Jean-François Fortin | Bloc québécois (mai 2011 - août 2014)                    | Forces et Démocratie (octobre 2014 -...)                                                      | 41e législature |
| Lise St-Denis        | Nouveau Parti démocratique (mai 2011 - janvier 2012)     | Parti libéral du Canada (janvier 2012-...)                                                    | 41e législature |
| Claude Patry         | Nouveau Parti démocratique (mai 2011-février 2013)       | Bloc québécois (février 2013-...)                                                             | 41e législature |
| Bruce Hyer           | Nouveau Parti démocratique (mai 2011-avril 2012)         | Parti vert du Canada (décembre 2013-...)                                                      | 41e législature |
| Joe Comuzzi          | Parti libéral du Canada (janvier 2006-mars 2007)         | Parti conservateur du Canada (juin 2007-octobre 2008)                                         | 41e législature |
| David Emerson        | Parti libéral du Canada (janvier 2006-février 2006)      | Parti conservateur du Canada (février 2006-octobre 2008)                                      | 39e législature |
| Garth Turner         | Parti conservateur du Canada (janvier 2006-octobre 2006) | Parti libéral du Canada (janvier 2007-octobre 2008)                                           | 39e législature |
| Wajid Khan           | Parti libéral du Canada (janvier 2006-janvier 2007)      | Parti conservateur du Canada (janvier 2007-octobre 2008)                                      | 39e législature |
| Blair Wilson         | Parti libéral du Canada (janvier 2006-octobre 2007)      | Parti vert du Canada (août 2008-octobre 2008)                                                 | 39e législature |
| Belinda Stronach     | Parti conservateur du Canada (octobre 2004-mai 2005)     | Parti libéral du Canada (mai 2005-novembre 2005)                                              | 38e législature |
| Robert Lanctôt       | Bloc québécois (2000-2003)                               | Parti libéral du Canada (2003-2004)                                                           | 37e législature |
| Angela Vautour       | Nouveau Parti démocratique (juin 1997-septembre 1999)    | Progressiste-conservateur (septembre 1999-octobre 2000)                                       | 36e législature |
| David Kilgour        | Progressiste-conservateur (décembre 1988-octobre 1990)   | Parti libéral du Canada (1991-septembre 1993)                                                 | 35e législature |
| Lucien Bouchard      | Progressiste-conservateur (décembre 1988-1990)           | Bloc québécois (juin 1990-septembre 1993)                                                     | 34e législature |
| Gilles Rocheleau     | Parti libéral du Canada (décembre 1988-1990)             | Bloc québécois (juin 1990-septembre 1993)                                                     | 34e législature |
| Jean Lapierre        | Parti libéral du Canada (décembre 1988-1990)             | Bloc québécois (juin 1990-septembre 1993)                                                     | 34e législature |
| Nic Leblanc          | Progressiste-conservateur (décembre 1988-1990)           | Bloc québécois (juin 1990-septembre 1993)                                                     | 34e législature |
| François Gérin       | Progressiste-conservateur (décembre 1988-1990)           | Bloc québécois (1991-septembre 1993)                                                          | 34e législature |
| Louis Plamondon      | Progressiste-conservateur (décembre 1988-1990)           | Bloc québécois (juin 1990-septembre 1993)                                                     | 34e législature |
| Benoît Tremblay      | Progressiste-conservateur (décembre 1988-1990)           | Bloc québécois (juin 1990-septembre 1993)                                                     | 34e législature |
| Gilbert Chartrand    | Progressiste-conservateur (décembre 1988-1990)           | Bloc québécois (juin 1990-1991) puis Progressiste-conservateur (décembre 1991-septembre 1993) | 34e législature |
| Pierrette Venne      | Progressiste-conservateur (décembre 1988-1991)           | Bloc québécois (1991-septembre 1993)                                                          | 34e législature |

### Projet de loi
Le député néodémocrate Mathieu Ravignat a déposé en 2011 un projet de loi visant à obliger à la tenue d'élection partielle lorsqu'un député change de parti. Le projet de loi C-306 modifiant la Loi sur le Parlement du Canada est soutenu par le NPD et combattu par les quatre autres partis (PCC, PLQ, BQ et PVC). Présenté le 30 septembre 2011 en première lecture, le projet de loi est rejeté sans surprise le 8 février 2012 en deuxième lecture par 91 voix pour et 181 voix contre.
Les votes des députés ont tous été conformes aux consignes des partis, sauf le député conservateur Brad Trost qui a voté pour. On peut par ailleurs noter que les députés néodémocrate Claude Patry et Jean-François Larose ont voté pour la loi lors des deux lecture avant de quitter leur parti pour rejoindre le Bloc québécois et Forces et Démocratie.

### Québec
À l'Assemblée nationale, il n'existe aucune interdiction au Québec pour les députés de changer de parti au cours d'un même mandat.
Voici une liste partielle des députés qui ont siégé au nom de plus d'un parti au cours d'un même mandat à l'Assemblée nationale du Québec. Les députés ayant quitté un parti pour siéger comme indépendant ne sont généralement pas inclus dans le tableau.
| Nom                 | Allégeance initiale                                                                      | Nouvelle allégeance                    | Législature     |
| ------------------- | ---------------------------------------------------------------------------------------- | -------------------------------------- | --------------- |
| Claire Samson       | Coalition avenir (2014-2021)                                                             | Conservateur (2021-2022)               | 42e législature |
| François Rebello    | Parti québécois (2008-2011)                                                              | Coalition avenir (2012)                | 39e législature |
| Daniel Ratthé       | Parti québécois (2008-2011)                                                              | Coalition avenir (2011-2013)           | 39e législature |
| Benoît Charette     | Parti québécois (2008-2011)                                                              | Coalition avenir (2011-2012, 2014-...) | 39e législature |
| Éric Caire          | Action démocratique (2007-2009)                                                          | Coalition avenir (2011-...)            | 39e législature |
| Marc Picard         | Action démocratique (2003-2009)                                                          | Coalition avenir (2011-...)            | 39e législature |
| Jean-Martin Aussant | Parti québécois (2008-2011)                                                              | Option nationale (2011-2012)           | 39e législature |
| Pierre-Michel Auger | Action démocratique (2007-2008)                                                          | Libéral (2008, 2014-...)               | 38e législature |
| André Riedl         | Action démocratique (2007-2008)                                                          | Libéral (2008)                         | 38e législature |
| Yvon Lafrance       | Libéral (1989-1994)                                                                      | Action démocratique (1994)             | 34e législature |
| Richard Holden      | Égalité (1989-1991)                                                                      | Parti québécois (1992-1994)            | 34e législature |
| Camil Samson        | Ralliement créditiste (1976-1980) Les démocrates (1978-1980) Démocrate créditiste (1980) | Libéral (1980-1981)                    | 31e législature |
| Rodrigue Biron      | Union nationale (1976-1980)                                                              | Parti québécois (1980-1985)            | 31e législature |
| Claude Dubois       | Union nationale (1976-1979)                                                              | Libéral (1979-1989)                    | 31e législature |
| Fabien Roy          | Créditiste (1973-1975)                                                                   | Parti national populaire (1975-1979)   | 30e législature |
| Jérôme Choquette    | Libéral (1970-1975)                                                                      | Parti national populaire (1976)        | 30e législature |

| Nom                     | Allégeance initiale | Nouvelle allégeance      | Législature    |
| ----------------------- | ------------------- | ------------------------ | -------------- |
| Alexandre Chauveau      | Libéral (1878-1879) | Conservateur (1879-1880) | 4e législature |
| Edmund James Flynn      | Libéral (1878-1879) | Conservateur (1879-1880) | 4e législature |
| Étienne-Théodore Pâquet | Libéral (1878-1879) | Conservateur (1879-1880) | 4e législature |
| Ernest Racicot          | Libéral (1878-1879) | Conservateur (1879-1880) | 4e législature |
| Louis-Napoléon Fortin   | Libéral (1878-1879) | Conservateur (1879-1880) | 4e législature |